# Mohammad Mohammadullah
Mohammad Mohammadullah (21 de outubro de 1921 - 12 de novembro de 1999) foi o terceiro presidente de Bangladesh. Mohammadullah tornou-se presidente interino da República em 24 de dezembro de 1973 e, mais tarde, foi eleito presidente em 24 de janeiro de 1974 e tomou juramento de posse como presidente da República em 27 de janeiro de 1974; permaneceu presidente até 25 de janeiro de 1975.